# Модлапов
 Модлапов  — деревня в Усть-Куломском районе Республики Коми Российской Федерации. Входит в сельское поселение Помоздино.

## Топоним
Название в вольном переводе с коми означает «заречье».

## География
Расположена на правом берегу речки Помос (правый приток Вычегды), вдоль автодроги 87К-001, на расстоянии примерно 1 км от села Помоздино, в 58 км по прямой от районного центра села Усть-Кулом на север-северо-восток.

## История
Известна с 1916 года как деревня с 31 двором и 171 жителем.

## Население
| 2010 |
| ---- |
| 197  |

В 1916 году — 171 человек, в 1926 году дворов 47 и жителей 229, в 1939 (Модлапов) 242 жителя, в 1970 332 жителя, в 1989 267, в 1995 239.
Постоянное население составляло 228 человека (коми 96 %) в 2002 году, 197 в 2010.

## Известные уроженцы, жители
Игнатов (1933—1999) — коми писатель. Член Союза писателей СССР с 1968 года.

## Инфраструктура
Личное подсобное хозяйство с зоной сельскохозяйственного использования, индивидуальная застройка усадебного типа.

## Транспорт
Деревня доступна автотранспортом. Остановка общественного транспорта «Модлапов».